# RTV Veluwezoom
RTV Veluwezoom was de lokale radiozender en lokale omroep voor de gemeente Brummen in het Veluwezoom-gebied. De zender is destijds in 1997 opgericht onder de naam Stichting Radio en Televisie Veluwezoom. De zender was 24 uur per dag en 7 dagen in de week te beluisteren.  
Sinds 1 februari 2021 is de stationsnaam veranderd in VoorstVeluwezoom. Dit is een initiatief van RTV Voorst en RTV Veluwezoom: onder deze naam verzorgen zij TV en radioprogramma’s voor de regio Oost Veluwe, en vormen daarmee een streekomroep. Stichting RTV Veluwezoom blijft de licentiehouder als lokale omroep voor de gemeente Brummen.

## Samenwerking
De lokale omroep werkte nauw samen met andere omroepen. Dit deed ze onder de naam RTV Stedendriehoek. Ze deelt inhoudelijke bijdragen met B-FM (Zutphen), Radio Voorst, RTV Apeldoorn en  Radio 794 gemeente Epe - Heerde.

## Media-aanbod
RTV Veluwezoom was de media-instelling voor de gemeente Brummen en verzorgde een media-aanbod zoals bedoeld in de Mediawet. Zij zond ongeveer 51% van de ICE-tijd (mediawet, periode tussen 07.00 en 23.00) rechtstreeks uit op de radio.